# Possessed (альбом Venom)
| Оценки критиков | Оценки критиков |
| Источник        | Оценка          |
| --------------- | --------------- |
| Allmusic        | [ 1 ]           |
| Metal Forces    | 8/10            |

Possessed (с англ. «Одержимый») — четвёртый альбом английской метал-группы Venom. Это — последний альбом, выпущенный до ухода гитариста Джеффри Данна. Он получил смешанные отзывы критиков, включая тех, кому понравились Welcome to Hell, Black Metal и At War with Satan — с этими альбомами сравнивали Possessed, как будто он написан в совершенно другом стиле. Однако большинство материала для Possessed было создано ещё до выхода At War with Satan.
Possessed — первый альбом, записанный за стенами Impulse Studios. Возможно, это каким-то образом повлияло на общее звучание. Заглавная песня альбома заняла 14 место из 15 в списке самых непристойных песен, который составлен организацией PMRC.
Мальчик на обложке — сын барабанщика Абаддона. Девочка — племянница продюсера Кит Николь.

## Список композиций
| №   | Название                          | Длительность |
| --- | --------------------------------- | ------------ |
| 1.  | «Powerdrive»                      | 3:14         |
| 2.  | «Flytrap»                         | 3:50         |
| 3.  | «Satanachist»                     | 2:43         |
| 4.  | «Burn This Place (To the Ground)» | 2:42         |
| 5.  | «Harmony Dies»                    | 2:42         |
| 6.  | «Possessed»                       | 4:52         |
| 7.  | «Hellchild»                       | 2:40         |
| 8.  | «Moonshine»                       | 3:19         |
| 9.  | «Wing and a Prayer»               | 2:47         |
| 10. | «Suffer Not the Children»         | 3:07         |
| 11. | «Voyeur»                          | 3:01         |
| 12. | «Mystique»                        | 4:58         |
| 13. | «Too Loud (For the Crowd)»        | 3:02         |

| №   | Название                                    | Длительность |
| --- | ------------------------------------------- | ------------ |
| 14. | «Nightmare (12" mix)»                       | 3:54         |
| 15. | «F.O.A.D. (12" B-side)»                     | 3:05         |
| 16. | «Warhead (12" B-side)»                      | 3:41         |
| 17. | «Possessed (remix)»                         | 5:14         |
| 18. | «Witching Hour (live)»                      | 4:17         |
| 19. | «Teacher's Pet/Poison/Teacher's Pet (live)» | 7:59         |

## Участники
- Cronos — вокал, бас-гитара
- Mantas — электрогитара
- Abaddon — ударные